# Хэси
Хэси́ (кит. упр. 河西走廊, пиньинь Hexi Zoulang, палл. Хэси цзоулан, то есть «коридор к западу от реки Хуанхэ»), Ганьсу́ский коридор либо Ганьсу́йский коридо́р — горный проход, соединяющий Синьцзян-Уйгурский автономный район Китайской Народной Республики с её центральными провинциями. Представляет собой древний оазис, образованный цепочкой речных долин и тянущийся на протяжении около 1000 км на северо-запад от центрального Ганьсу (то есть из бассейна Хуанхэ) вдоль северо-восточных предгорий хребта Циляньшань (Наньшань). Ограничен с севера горами Бэйшань и Луншоушань. Ширина от 20 до 100 км, высота от 800 м. (на западе) до 1500 м (на востоке). Основной путь, соединяющий восточный и северо-западный районы Китая. Существование оазисов в этой узкой полосе (ширина от 20 до 100 км) обусловлено реками, текущими с гор и затем теряющимися в пустыне Алашань (юго-западная часть Гоби). Наиболее крупные оазисы: Увэй, Чжанъе, Юймынь, Аньси. 
Исторически Ганьсуский коридор имел важное стратегическое значение в качестве части Великого шелкового пути, а также пути, соединяющего Западный Протекторат Китая с остальной империей.